# Saint-Pierre-de-Salerne
Saint-Pierre-de-Salerne és un municipi francès situat al departament de l'Eure i a la regió de Normandia. L'any 2007 tenia 245 habitants.

## Demografia

### Població
El 2007 la població de fet de Saint-Pierre-de-Salerne era de 245 persones. Hi havia 86 famílies de les quals 12 eren unipersonals (8 homes vivint sols i 4 dones vivint soles), 35 parelles sense fills, 35 parelles amb fills i 4 famílies monoparentals amb fills.
La població ha evolucionat segons el següent gràfic:
Habitants censats

### Habitatges
El 2007 hi havia 113 habitatges, 88 eren l'habitatge principal de la família, 16 eren segones residències i 8 estaven desocupats. 112 eren cases i 1 era un apartament. Dels 88 habitatges principals, 76 estaven ocupats pels seus propietaris i 13 estaven llogats i ocupats pels llogaters; 2 tenien dues cambres, 14 en tenien tres, 21 en tenien quatre i 52 en tenien cinc o més. 57 habitatges disposaven pel capbaix d'una plaça de pàrquing. A 34 habitatges hi havia un automòbil i a 49 n'hi havia dos o més.

### Piràmide de població
La piràmide de població per edats i sexe el 2009 era:
| Homes | Edats   | Dones |
| ----- | ------- | ----- |
| 0     | 95 o +  | 0     |
| 0     | 90 a 94 | 0     |
| 0     | 85 a 89 | 8     |
| 0     | 80 a 84 | 0     |
| 8     | 75 a 79 | 4     |
| 0     | 70 a 74 | 4     |
| 8     | 65 a 69 | 4     |
| 12    | 60 a 64 | 0     |
| 4     | 55 a 59 | 8     |
| 4     | 50 a 54 | 8     |
| 12    | 45 a 49 | 8     |
| 8     | 40 a 44 | 4     |
| 4     | 35 a 39 | 12    |
| 12    | 30 a 34 | 4     |
| 0     | 25 a 29 | 8     |
| 8     | 20 a 24 | 0     |
| 4     | 15 a 19 | 16    |
| 4     | 10 a 14 | 0     |
| 0     | 5 a 9   | 4     |
| 8     | 0 a 4   | 8     |

## Economia
El 2007 la població en edat de treballar era de 164 persones, 123 eren actives i 41 eren inactives. De les 123 persones actives 113 estaven ocupades (64 homes i 49 dones) i 10 estaven aturades (3 homes i 7 dones). De les 41 persones inactives 14 estaven jubilades, 9 estaven estudiant i 18 estaven classificades com a «altres inactius».

### Ingressos
El 2009 a Saint-Pierre-de-Salerne hi havia 93 unitats fiscals que integraven 255,5 persones, la mediana anual d'ingressos fiscals per persona era de 18.526 €.

### Activitats econòmiques
Dels 15 establiments que hi havia el 2007, 1 era d'una empresa extractiva, 2 d'empreses de fabricació d'altres productes industrials, 6 d'empreses de construcció, 2 d'empreses de comerç i reparació d'automòbils, 1 d'una empresa de transport, 1 d'una empresa d'informació i comunicació, 1 d'una empresa de serveis i 1 d'una entitat de l'administració pública.
Dels 5 establiments de servei als particulars que hi havia el 2009, 2 eren guixaires pintors, 1 fusteria, 1 lampisteria i 1 electricista.
L'any 2000 a Saint-Pierre-de-Salerne hi havia 20 explotacions agrícoles que ocupaven un total de 304 hectàrees.

## Equipaments sanitaris i escolars
El 2009 hi havia una escola maternal integrada dins d'un grup escolar amb les comunes properes formant una escola dispersa.

## Poblacions més properes
El següent diagrama mostra les poblacions més properes.